# القنيطرة (الرقة)
القنيطرة قرية سورية تتبع ناحية سلوك في منطقة تل أبيض في محافظة الرقة. بلغ عدد سكانها 218 نسمة في عام 2004 حسب إحصاء المكتب المركزي للإحصاء.